# Onychoglomeris tyrolensis
Onychoglomeris tyrolensis är en mångfotingart som först beskrevs av Robert Latzel 1884.  Onychoglomeris tyrolensis ingår i släktet Onychoglomeris och familjen klotdubbelfotingar. Utöver nominatformen finns också underarten O. t. graniticola.